# Jivina (Mladá Boleslav)
Jivina é uma comuna checa localizada na região da Boêmia Central, distrito de Mladá Boleslav.